# Завадинецька сільська рада
Завадине́цька сільська́ ра́да — адміністративно-територіальна одиниця та орган місцевого самоврядування в Ізяславському районі Хмельницької області. Адміністративний центр — село Завадинці.

## Загальні відомості
Завадинецька сільська рада утворена в 1944 році.
- Територія ради: 17,256 км²
- Населення ради: 537 осіб (станом на 2001 рік)
- Територією ради протікає річка Горинь

## Населені пункти
Сільській раді підпорядковані населені пункти:
- с. Завадинці
- с. Калетинці
- с. Дібровка

## Склад ради
Рада складається з 12 депутатів та голови.
- Голова ради: Савков Володимир Миколайович

### Керівний склад попередніх скликань
| Прізвище, ім'я, по батькові  | Основні відомості                                                 | Дата обрання | Дата звільнення |
| ---------------------------- | ----------------------------------------------------------------- | ------------ | --------------- |
| Савков Володимир Миколайович | Сільський голова, 1965 року народження, освіта вища, безпартійний | 26.03.2006   | 31.10.2010      |
| Савков Володимир Миколайович | Сільський голова, 1965 року народження, освіта вища, безпартійний | 31.10.2010   |                 |

Примітка: таблиця складена за даними сайту Верховної Ради України

### Депутати
За результатами місцевих виборів 2010 року депутатами ради стали:

#### За суб'єктами висування
| Суб'єкт висування                 | Кількість обраних депутатів | %    |
| --------------------------------- | --------------------------- | ---- |
| Самовисування                     | 4                           | 33,3 |
| Партія регіонів                   | 3                           | 25   |
| Народна партія                    | 2                           | 16,7 |
| Єдиний Центр                      | 1                           | 8,3  |
| Політична партія «Сильна Україна» | 1                           | 8,3  |
| Соціалістична партія України      | 1                           | 8,3  |

#### За округами
| № округу                          | Прізвище, ім'я, по батькові    | Дата визнання обраним | Освіта  | Партійна приналежність             | Відомості про обраного депутата                      |
| --------------------------------- | ------------------------------ | --------------------- | ------- | ---------------------------------- | ---------------------------------------------------- |
| Єдиний Центр                      |                                |                       |         |                                    |                                                      |
| 2                                 | Колеснік Іван Іванович         | 04.11.2010            | вища    | позапартійний                      | пенсіонер                                            |
| Народна Партія                    |                                |                       |         |                                    |                                                      |
| 10                                | Бобрик Анатолій Васильович     | 04.11.2010            | середня | позапартійний                      | тимчасово не працює                                  |
| 11                                | Сокол Володимир Федорович      | 04.11.2010            | середня | позапартійний                      | приватний підприємець                                |
| Партія регіонів                   |                                |                       |         |                                    |                                                      |
| 4                                 | Прокопивнюк Віра Володимирівна | 04.11.2010            | середня | позапартійна                       | Завадинецька сільська рада, секретар                 |
| 5                                 | Чорний Анатолій Олександрович  | 04.11.2010            | середня | позапартійний                      | тимчасово не працює                                  |
| 7                                 | Павлюк Неоніла Миколаївна      | 04.11.2010            | вища    | позапартійна                       | Завадинецька загальноосвітня школа І-ІІ ст., вчитель |
| Політична партія «Сильна Україна» |                                |                       |         |                                    |                                                      |
| 1                                 | Реп'юк Галина Володимирівна    | 04.11.2010            | середня | позапартійна                       | приватний підприємець                                |
| Соціалістична партія України      |                                |                       |         |                                    |                                                      |
| 8                                 | Панчук Микола Павлович         | 04.11.2010            | вища    | член Соціалістичної партії України | тимчасово не працює                                  |
| Самовисування                     |                                |                       |         |                                    |                                                      |
| 3                                 | Несвіцька Любов Василівна      | 04.11.2010            | вища    | позапартійна                       | Завадинецька сільська бібліотека, бібліотекар        |
| 6                                 | Машалюк Микола Леонідович      | 04.11.2010            | середня | позапартійний                      | тимчасово не працює                                  |
| 9                                 | Рудюк Людмила Леонідівна       | 04.11.2010            | середня | позапартійна                       | тимчасово не працює                                  |
| 12                                | Левчук Любов Григорівна        | 04.11.2010            | середня | позапартійна                       | тимчасово не працює                                  |